# A Young Person's Guide to King Crimson
A Young Person's Guide to King Crimson je první výběrové album britské rockové skupiny King Crimson. Vyšlo v roce 1976 (viz 1976 v hudbě), v době, kdy kapela již delší dobu neexistovala, neboť ji v září 1974 Robert Fripp rozpustil.
Deska A Young Person's Guide to King Crimson, která byla vydána jako dvojLP, shrnuje první období existence King Crimson mezi lety 1969 a 1974 a obsahuje vybrané skladby ze všech studiových alb z té doby kromě desky Lizard. Název této kompilace je pravděpodobně odvozen buď od orchestrální kompozice The Young Person's Guide to the Orchestra od Benjamina Brittena nebo od televizního pořadu Young Person's Guide to the Orchestra, který vytvořil Leonard Bernstein.

## Seznam skladeb

### Disk 1
1. „Epitaph“ (Fripp, McDonald, Lake, Giles, Sinfield) – 8:52
  - „March for No Reason“
  - „Tomorrow and Tomorrow“

Z alba In the Court of the Crimson King. (1969)
2. „Cadence and Cascade“ (Fripp, Sinfield) – 3:36
Z alba In the Wake of Poseidon. (1970)
3. „Ladies of the Road“ (Fripp, Sinfield) – 5:27
Z alba Islands. (1971)
4. „I Talk to the Wind“ (McDonald, Sinfield) – 3:15
Odlišná verze od skladby na albu In the Court of the Crimson King. (1969)
Zpěv: Judy Dybleová. Nahrána v červenci 1968 skupinou Giles, Giles and Fripp.
5. „Red“ (Fripp) – 6:18
Z alba Red. (1974)
6. „Starless“ (Bruford, Cross, Fripp, Palmer-James, Wetton) – 12:17
Z alba Red. (1974)

### Disk 2
1. „The Night Watch“ (Fripp, Wetton, Palmer-James) – 4:38
Z alba Starless and Bible Black. (1974)
2. „Book of Saturday“ (Fripp, Wetton, Palmer-James) – 2:52
Z alba Larks' Tongues in Aspic. (1974)
3. „Peace – A Theme“ (Fripp) – 1:14
Z alba In the Wake of Poseidon. (1970)
4. „Cat Food“ (Fripp, Sinfield, McDonald) – 2:43
Zkrácená verze ze singlu „Cat Food“. (1970)
5. „Groon“ (Fripp) – 3:30
B strana singlu „Cat Food“. (1970)
6. „Coda from Larks' Tongues in Aspic, Part One“ (Cross, Fripp, Wetton, Bruford, Muir) – 2:09
Výňatek ze skladby. Z alba Larks' Tongues in Aspic. (1973)
7. „Moonchild“ (Fripp, Giles, Lake, McDonald, Sinfield) – 2:24
Zkrácená verze. Z alba In the Court of the Crimson King. (1969)
8. „Trio“ (Cross, Fripp, Wetton, Bruford) – 5:36
Z alba Starless and Bible Black. (1974)
9. „The Court of the Crimson King“ (McDonald, Sinfield) – 9:21
  - „The Return of the Fire Witch“
  - „The Dance of the Puppets“

Z alba In the Court of the Crimson King. (1969)